# سامسونگ اس۳۱۰۰
سامسونگ اس۳۱۰۰ یک‌نمونه از گوشی‌های تلفن همراه سری S شرکت سامسونگ می باشد که توسط همین شرکت به بازار عرضه شده‌است.